# Nipponaphis multisetosa
Nipponaphis multisetosa är en insektsart. Nipponaphis multisetosa ingår i släktet Nipponaphis och familjen långrörsbladlöss. Inga underarter finns listade i Catalogue of Life.